# Saint-Franc
Saint-Franc is een gemeente in het Franse departement Savoie (regio Auvergne-Rhône-Alpes) en telt 158 inwoners (2005). De plaats maakt deel uit van het arrondissement Chambéry.

## Geografie
De oppervlakte van Saint-Franc bedraagt 7,1 km², de bevolkingsdichtheid is 22,3 inwoners per km².
De onderstaande kaart toont de ligging van Saint-Franc met de belangrijkste infrastructuur en aangrenzende gemeenten.

## Demografie
Onderstaande figuur toont het verloop van het inwonertal (bron: INSEE-tellingen).